# Dargah (Astaneh-ye Ashrafiyeh)
Dargah (em persa: درگاه, romanizada como Dargāh; também conhecida como Dargāh-e Bālā e Dehgah) é uma aldeia do distrito rural de Dehshal, situada no distrito central de Astaneh-ye Ashrafiyeh, na província de Gilan, no Irã. No censo de 2006, sua população era de 1 059, em 354 famílias.